# Werner Klingler
Werner Klingler (23 de octubre de 1903 - 23 de junio de 1972) fue un actor, director y guionista cinematográfico de nacionalidad alemana. Klingler desarrolló su carrera artística durante la República de Weimar, el período del Nacionalsocialismo, y los años posteriores a la Segunda Guerra Mundial. Entre 1936 y 1967 dirigió una treintena de producciones.

## Biografía
Su nombre completo era Karl Adolf Kurt Werner Klingler, y nació en Stuttgart, Alemania. Klingler se inició como extra, actuando en los años 1920 en los Estados Unidos, país en el cual en 1925 formó parte del teatro alemán de Milwaukee. En 1927 probó suerte como actor cinematográfico en Hollywood, participando en diferentes producciones, de entre las cuales destaca el clásico Sin novedad en el frente. 
En 1931 fue asesor sobre temas alemanes de la productora Universal Studios, empresa en la que conoció a Luis Trenker, que había rodado una versión americana de la película Berge in Flammen. Klingler renunció a una carrera poco prometedora como actor, y volvió a Europa con Trenker, trabajando como persona de confianza en el rodaje del film de Trenker Der Rebell (1932). Ese mismo año trabajó como responsable del departamento de sonido de la película de aventuras SOS Eisberg. 
Su debut como director llegó con Die Sündflut, película que resultó inacabada por problemas de censura. Sin embargo, con la ayuda inicial de Trenker, para el cual trabajó en dos ocasiones como ayudante de dirección, finalmente pudo dirigir varias producciones de acción, entre ellas el film de propaganda Wetterleuchten um Barbara (1941), además de contribuir a la finalización de la cinta antibritánica Titanic (1943). En esta última fue contratado cuando el director del film, Herbert Selpin, fue denunciado y detenido por el régimen Nazi.
Tras sus dos primeros trabajos como director durante la posguerra, Klingler volvió a los Estados Unidos para trabajar como actor, permaneciendo allí hasta mediados de los años 1950. De vuelta a Italia volvió a la dirección, reaiizando diferentes producciones hasta 1968.
Werner Klinger falleció en Berlín, Alemania, en 1972.

## Filmografía

### Actor
- 1929: The Case of Lena Smith
- 1930: City Girl
- 1930: Journey's End
- 1930: Sin novedad en el frente
- 1930: Der Tanz geht weiter
- 1951: Target Unknown
- 1952: Assignment: Paris
- 1956: Screaming Eagles

### Director
- 1934: Die Sündflut (inacabada)
- 1935: Die letzten Vier von Santa Cruz (también coguionista)
- 1936: Standschütze Bruggler
- 1937: Condottieri (codirector)
- 1938: Liebesbriefe aus dem Engadin (codirector)
- 1939: Die barmherzige Lüge (también coguionista)
- 1940: Die letzte Runde
- 1941: Wetterleuchten um Barbara
- 1943: Titanic
- 1944: Der Verteidiger hat das Wort
- 1944: Die Degenhardts
- 1944: Solistin Anna Alt
- 1945: Der Mann im Sattel (codirección con Harry Piel)
- 1945: Dr. phil. Döderlein (inacabada)
- 1947: Razzia
- 1948: Arche Nora
- 1956: Spion für Deutschland
- 1957: Banktresor 713
- 1957: Frauenarzt Dr. Bertram
- 1958: Hoppla, jetzt kommt Eddie
- 1958: Blitzmädels an die Front
- 1959: Aus dem Tagebuch eines Frauenarztes
- 1959: Arzt aus Leidenschaft
- 1960: Ein Student ging vorbei
- 1960: Geschminkte Jugend
- 1961: Lebensborn
- 1962: Das Geheimnis der schwarzen Koffer
- 1962: Das Testament des Dr. Mabuse
- 1964: Das Haus auf dem Hügel
- 1965: Spione unter sich (codirección)
- 1968: Straßenbekanntschaften auf St. Pauli